# パーソルクロステクノロジー
パーソルクロステクノロジー株式会社（英文名称：PERSOL CROSS TECHNOLOGY CO.,LTD.）は、東京都新宿区に本社を置く製造業からIT・セキュリティまで、幅広い領域で専門技術を提供するソリューション企業で、パーソルホールディングス株式会社の子会社。
パーソルR&D株式会社、パーソルテクノロジースタッフ株式会社、パーソルプロフェッショナルアウトソーシング株式会社の3社が合併・統合し、2023年1月に「パーソルクロステクノロジー株式会社」となった。

## 沿革
パーソルR&D株式会社
- 2009年9月 - 日本テクシード：テンプホールディングス(株)と資本業務提携契約締結
- 2011年8月 - 日本テクシード：株式交換によりテンプホールディングス(株)の完全子会社化
- 2013年5月 - DRD：テンプスタッフ(株)の完全子会社化
- 2015年4月 - DRD：テンプスタッフ(株)より(株)日本テクシードへ全株式を移管

パーソルテクノロジースタッフ株式会社
- 2017年1月 - 株式会社インテリジェンス（現：パーソルキャリア株式会社）のエンジニア派遣事業を吸収分割によりテンプスタッフ・テクノロジー株式会社に統合し、「パーソルテクノロジースタッフ株式会社」に社名変更

パーソルクロステクノロジー株式会社
- 2023年1月 - パーソルR&D株式会社とパーソルテクノロジースタッフ株式会社、パーソルプロフェッショナルアウトソーシング株式会社が合併し、パーソルクロステクノロジー株式会社に社名変更

## 事業所
- 本社（東京都新宿区）
- 仙台オフィス（宮城県仙台市）
- つくばオフィス（茨城県つくば市）
- 栃木さくら事業所（栃木県さくら市）
- 宇都宮オフィス（栃木県宇都宮市）
- 大宮オフィス（埼玉県さいたま市大宮区）
- 上尾オフィス（埼玉県上尾市）
- 日野オフィス（東京都日野市）
- 横浜オフィス（神奈川県横浜市）
- 浜松オフィス（静岡県浜松市）
- 豊田オフィス（愛知県豊田市）
- 刈谷オフィス（愛知県刈谷市）
- 刈谷R&Dセンター（愛知県刈谷市）
- 刈谷テストセンター（愛知県刈谷市）
- 名古屋R&Dセンター（愛知県名古屋市）
- 名古屋オフィス（愛知県名古屋市）
- 栄オフィス（愛知県名古屋市）
- 京滋オフィス（滋賀県大津市）
- 大阪オフィス（大阪府大阪市北区）
- 神戸オフィス（兵庫県神戸市）
- 福岡オフィス（福岡県福岡市博多区）